# Rovereto Basket 2003-2004
Questa voce raccoglie le informazioni riguardanti il Rovereto Basket nelle competizioni ufficiali della stagione 2003-2004.

## Stagione
La stagione 2003-2004 è stata la terza che il Rovereto Basket, sponsorizzato Popolare Trentino, ha disputato in Serie A1.

## Verdetti stagionali
- Serie A1: (30 partite)

stagione regolare: 3º posto nel Girone A su 8 squadre (10 vinte, 4 perse);
seconda fase: 3º posto nel Girone A su 4 squadre (3-3);
Poule FIBA Cup: 2º posto (8-2).
- Coppa Italia: (1 partita)

sconfitta ai quarti di finale da Napoli Vomero (72-73).

## Roster
|  | Naz.                                       | Ruolo | Sportivo           | Anno |  |  |  |
|  | ------------------------------------------ | ----- | ------------------ | ---- |  |  |  |
|  | Italia (bandiera)                          | AC    | Marianna Balleggi  | 1974 |  |  |  |
|  | Stati Uniti (bandiera) · Italia (bandiera) | P     | Monica Bello       | 1978 |  |  |  |
|  | Italia (bandiera)                          | AC    | Valentina Ciech    | 1978 |  |  |  |
|  | Italia (bandiera)                          | G     | Alice Erspamer     | 1985 |  |  |  |
|  | Germania (bandiera)                        | AC    | Linda Fröhlich     | 1979 |  |  |  |
|  | Italia (bandiera)                          | A     | Stefania Gaspardo  | 1967 |  |  |  |
|  | Stati Uniti (bandiera)                     | G     | Vickie Johnson     | 1972 |  |  |  |
|  | Italia (bandiera)                          | P     | Eleonora Magaddino | 1975 |  |  |  |
|  | Italia (bandiera)                          | P     | Laura Maiorano     | 1975 |  |  |  |
|  | Italia (bandiera)                          | G     | Roberta Manfrini   | 1986 |  |  |  |
|  | Stati Uniti (bandiera)                     | AC    | Teresa Palmisano   | 1969 |  |  |  |
|  | Stati Uniti (bandiera)                     | G     | Crystal Robinson   | 1974 |  |  |  |
|  | Italia (bandiera)                          | GA    | Anna Vicenzetto    | 1977 |  |  |  |

## Statistiche

### Statistiche delle giocatrici
Campionato (stagione regolare, seconda fase e Poule FIBA Cup)
| Giocatrice         | Partite | Partite | Min. | Pun | Tiri da 2 | Tiri da 2 | Tiri da 2 | Tiri da 3 | Tiri da 3 | Tiri da 3 | Tiri Liberi | Tiri Liberi | Tiri Liberi | Rimbalzi | Rimbalzi | Rimbalzi | Palle | Palle | Stopp. | Stopp. | Ass | Falli | Falli | Val. |
| Giocatrice         | Pr      | PG      | Min. | Pun | R         | T         | %         | R         | T         | %         | R           | T           | %           | D        | O        | T        | P     | R     | S      | D      | Ass | F     | S     | Val. |
| ------------------ | ------- | ------- | ---- | --- | --------- | --------- | --------- | --------- | --------- | --------- | ----------- | ----------- | ----------- | -------- | -------- | -------- | ----- | ----- | ------ | ------ | --- | ----- | ----- | ---- |
| Marianna Balleggi  | 11      | 10      | 302  | 130 | 40        | 83        | 48        | 5         | 14        | 36        | 35          | 45          | 78          | 38       | 23       | 61       | 20    | 31    |        | 10     | 7   | 20    | 39    | 176  |
| Monica Bello       | 30      | 30      | 812  | 207 | 24        | 48        | 50        | 36        | 108       | 33        | 29          | 36          | 81          | 59       | 12       | 71       | 63    | 74    |        |        | 48  | 83    | 57    | 208  |
| Valentina Ciech    | 28      | 24      | 323  | 41  | 16        | 34        | 47        | 2         | 9         | 22        | 3           | 4           | 75          | 35       | 11       | 46       | 20    | 13    |        |        | 3   | 36    | 14    | 35   |
| Alice Erspamer     | 14      | 4       | 5    | 3   |           |           |           | 1         | 4         | 25        |             |             |             |          |          |          |       |       |        |        |     |       |       |      |
| Linda Fröhlich     | 30      | 30      | 869  | 408 | 133       | 276       | 48        | 28        | 80        | 35        | 36          | 48          | 75          | 179      | 54       | 233      | 84    | 84    |        | 10     | 20  | 106   | 66    | 424  |
| Stefania Gaspardo  | 28      | 26      | 311  | 92  | 20        | 47        | 43        | 12        | 36        | 33        | 14          | 17          | 82          | 13       | 9        | 22       | 16    | 16    |        | 1      | 3   | 18    | 14    | 60   |
| Vickie Johnson     | 30      | 29      | 934  | 465 | 126       | 256       | 49        | 32        | 96        | 33        | 87          | 109         | 80          | 83       | 46       | 129      | 69    | 52    | 1      | 5      | 41  | 56    | 107   | 457  |
| Eleonora Magaddino | 30      | 23      | 249  | 23  | 3         | 12        | 25        | 3         | 17        | 18        | 5           | 6           | 83          | 14       | 10       | 24       | 9     | 14    |        |        | 3   | 17    | 16    | 30   |
| Laura Maiorano     | 8       | 5       | 35   | 0   | 0         | 1         | 0         | 0         | 3         | 0         | 0           | 2           | 0           | 2        | 1        | 3        | 2     | 3     |        |        |     | 6     | 2     | -6   |
| Roberta Manfrini   | 6       | 1       | 7    | 0   |           |           |           |           |           |           |             |             |             |          |          |          |       |       |        |        |     |       |       |      |
| Teresa Palmisano   | 29      | 29      | 419  | 108 | 37        | 84        | 44        |           |           |           | 32          | 47          | 68          | 34       | 32       | 66       | 39    | 11    | 1      | 1      | 2   | 63    | 32    | 55   |
| Crystal Robinson   | 28      | 28      | 900  | 463 | 102       | 189       | 54        | 60        | 169       | 36        | 45          | 57          | 79          | 104      | 37       | 141      | 60    | 50    |        | 8      | 35  | 77    | 70    | 422  |
| Anna Vicenzetto    | 22      | 20      | 400  | 125 | 33        | 78        | 42        | 8         | 33        | 24        | 18          | 22          | 82          | 17       | 9        | 26       | 29    | 24    |        | 1      | 3   | 43    | 21    | 54   |